# خوزه آنتونیو رامون کانترا
خوزه آنتونیو رامون کانترا (انگلیسی: José Antonio Remón Cantera; زاده ۱۱ آوریل ۱۹۰۸ – درگذشته ۲ ژانویهٔ ۱۹۵۵) سیاستمدار اهل پاناما بود. وی از ۱ اکتبر ۱۹۵۲ تا ۲ ژانویه ۱۹۵۵ رئیس‌جمهور پاناما بود.
خوزه آنتونیو رامون کانترا در ۲ ژانویه ۱۹۵۵، در سن ۴۶ سالگی ترور شد.